# Meixian
För andra betydelser, se Meixian (olika betydelser).
Meixian, även romaniserat Meihsien, är ett stadsdistrikt i Meizhous stad på prefekturnivå i provinsen Guangdong i sydöstra Kina. Det ligger omkring 310 kilometer nordost om provinshuvudstaden Guangzhou. 
Distriktet var tidigare ett härad, men ombildades till ett stadsdistrikt i Meizhou 2013.
En stor del av befolkningen i Meixian talar hakkadialekt, en särskild form av kinesiska som avviker starkt från mandarindialekten (det officiella språket i Kina). Det är dialekten i Meixian som används som standard för hakka i Kina.

## Administrativ indelning
Meixian är indelat i ett stadsdelsdistrikt, 18 köpingar och en administrativ enhet på sockennivå.
Stadsdelsdistrikt (jiedao):

- Xincheng (新城办事处街道)

Köpingar (zhen):

- Baidu (白渡镇)
- Bingcun (丙村镇)
- Chengdong (城东镇)
- Chengjiang (程江镇)
- Daping (大坪镇)
- Fuda (扶大镇)
- Longwen (隆文镇)
- Meinan (梅南镇)
- Meixi (梅西镇)
- Nankou (南口镇)
- Shejiang (畲江镇)
- Shikeng (石坑镇)
- Shishan (石扇镇)
- Shuiche (水车镇)
- Songkou (松口镇)
- Songyuan (松源镇)
- Taoyao (桃尧镇)
- Yanyang (雁洋镇)

Administrativ enhet på sockennivå:
- Meixi Shuiku vattenreservoar (Meixi Shuiku) (梅西水库)